# LII Copa Nacional Renault
La 52ª edición de la Copa Nacional Renault es la temporada 2020 de la Renault Clio Cup España. Es el primer año con Driveland Events como coorganizador español del campeonato tras la marcha de Codony Sport y también el primero con el nuevo Renault Clio Cup V como coche, tras seis años utilizando el modelo X98 (IV).

## Escuderías y pilotos
| Escudería                | N.º | Piloto                  | Rondas  |
| ------------------------ | --- | ----------------------- | ------- |
| Team VRT                 | 1   | Alex Royo               | 2, 4-5  |
| Team VRT                 | 85  | Javier Cicuéndez (G)    | Todas   |
| Chefo Sport              | 3   | Nico Abella (J)         | Todas   |
| Chefo Sport              | 9   | Iván Hernández (J)      | Todas   |
| Chefo Sport              | 10  | Antonio Aguado          | 4       |
| Chefo Sport              | 26  | Isidro Callejas (J)     | Todas   |
| Chefo Sport              | 33  | Félix Aparicio (J)      | 2       |
| Chefo Sport              | 41  | Ivan Riera (J)          | 5       |
| Milan Competition        | 5   | Anthony Jurado          | 2, 4-5  |
| Milan Competition        | 50  | Nicolas Milan           | Todas   |
| Milan Competition        | 51  | Miquel Socias (J)       | 2       |
| Milan Competition        | 52  | Vicente Vallés (G)      | 2       |
| Milan Competition        | 111 | Mathieu Lannepoudenx    | Todas   |
| Vearsa Sport             | 14  | Joaquín Rodrigo (G)     | Todas   |
| GPA Racing               | 15  | David Pouget            | 1, 3-5  |
| GPA Racing               | 25  | Alexandre Albouy        | 3       |
| GPA Racing               | 72  | Kévin Jiménez           | Todas   |
| TB2S                     | 23  | Jordi Palomeras         | 3, 5    |
| TB2S                     | 85  | Thibaut Bossy           | 1, 3, 5 |
| T2CM                     | 31  | Jéremy Bordagaray       | 3, 5    |
| LR Performance           | 65  | Fabien Julia            | 3       |
| Team Boiziot Competition | 70  | Jean Louis Carpocin (G) | 1-2     |
| Cota Automoción          | 162 | Adrián Schimpf (J)      | 4-5     |
| Cota Automoción          | 162 | Alejandro Schimpf (J)   | 4-5     |

(J) = piloto júnior, (F) = piloto femenina, (G) = piloto gentleman

## Calendario
| Ronda | Ronda | Circuito               | Fecha            | Acompaña a       |
| ----- | ----- | ---------------------- | ---------------- | ---------------- |
| 1     | C1    | Circuito de Nogaro     | 23 de agosto     | Clio Cup Francia |
| 1     | C2    | Circuito de Nogaro     | 23 de agosto     | Clio Cup Francia |
| 2     | C1    | Circuito Ricardo Tormo | 26 de septiembre | F4 Española      |
| 2     | C2    | Circuito Ricardo Tormo | 27 de septiembre | F4 Española      |
| 3     | C1    | Circuito de Albi       | 17 de octubre    | Clio Cup Francia |
| 3     | C2    | Circuito de Albi       | 18 de octubre    | Clio Cup Francia |
| 4     | C1    | Motorland Aragón       | 30 de octubre    | F4 Española      |
| 4     | C2    | Motorland Aragón       | 1 de noviembre   | F4 Española      |
| 5     | C1    | Circuito de Cataluña   | 14 de noviembre  | Racing Weekend   |
| 5     | C2    | Circuito de Cataluña   | 15 de noviembre  | Racing Weekend   |

## Resultados

### Campeonato de pilotos
Sistema de puntuación
| Posición | 1.º | 2.º | 3.º | 4.º | 5.º | 6.º | 7.º | 8.º | 9.º | 10.º | PP |
| -------- | --- | --- | --- | --- | --- | --- | --- | --- | --- | ---- | -- |
| Puntos   | 100 | 85  | 75  | 65  | 55  | 45  | 35  | 25  | 15  | 5    | 2  |

| Pos | Piloto               | NOG | NOG | CRT | CRT | ALB | ALB | ARA | ARA | CAT | CAT | Retención  | Puntos |
| --- | -------------------- | --- | --- | --- | --- | --- | --- | --- | --- | --- | --- | ---------- | ------ |
| 1   | Nicolas Milan        | 1   | 1   | 3   | 2   | 3   | 2   | 1   | 2   | 4   | 1   | (874 - 65) | 809    |
| 2   | David Pouget         | 2   | 3   |     |     | 1   | 1   | 2   | 1   | 2   | 2   |            | 725    |
| 3   | Isidro Callejas      | 6   | 2   | 1   | 3   | 4   | 4   | 3   | Ret | 3   | 7   |            | 626    |
| 4   | Mathieu Lannepoudenx | 4   | 6   | 2   | 4   | 8   | 5   | 13  | 5   | 8   | 9   |            | 435    |
| 5   | Anthony Jurado       |     |     | 4   | 1   |     |     | 9   | 3   | 1   | 3   |            | 430    |
| 6   | Thibaut Bossy        | 5   | 4   |     |     | 2   | 3   |     |     | 5   | 6   |            | 380    |
| 7   | Kévin Jiménez        | 3   | 5   | 10  | 6   | Ret | 7   | 10  | DSQ | 7   | 5   |            | 310    |
| 8   | Alex Royo            |     |     | 12  | 5   |     |     | 4   | 4   | 6   | 4   |            | 295    |
| 9   | Iván Hernández       | 9   | 8   | 6   | 8   | 6   | Ret | 6   | 10  | 11  | Ret |            | 205    |
| 10  | Nico Abella          | 7   | 7   |     |     |     |     | 7   | 6   | 9   | 10  |            | 170    |
| 11  | Alexandre Albouy     |     |     |     |     | 5   | 6   |     |     |     |     |            | 100    |
| 12  | Félix Aparicio       |     |     | 5   | 7   |     |     |     |     |     |     |            | 90     |
| 13  | Antonio Aguado       |     |     |     |     |     |     | 5   | 7   |     |     |            | 90     |
| 14  | Javier Cicuéndez     | 11  | Ret | 9   | 10  | 11  | 10  | 8   | 9   | 13  | 12  |            | 65     |
| 15  | Jordi Palomeras      |     |     |     |     | 7   | 11  |     |     | Ret | 8   |            | 60     |
| 16  | Vicente Vallés       |     |     | 7   | 9   |     |     |     |     |     |     |            | 50     |
| 17  | Jean Louis Carpocin  | 8   | 9   | 13  | Ret |     |     |     |     |     |     |            | 40     |
| 18  | Jéremy Bordagaray    |     |     |     |     | 9   | 8   |     |     | 14  | 13  |            | 40     |
| 19  | Adrián Schimpf       |     |     |     |     |     |     |     | 8   | 10  |     |            | 30     |
| 20  | Miquel Socias        |     |     | 8   | Ret |     |     |     |     |     |     |            | 25     |
| 21  | Fabien Julia         |     |     |     |     | 10  | 9   |     |     |     |     |            | 20     |
| 22  | Joaquín Rodrigo      | 10  | 10  | 11  | Ret | 12  | 12  | 11  | 11  | 15  | 15  |            | 10     |
| 23  | Iván Riera           |     |     |     |     |     |     |     |     | 12  | 11  |            | 0      |
| 24  | Alejandro Schimpf    |     |     |     |     |     |     | 12  |     |     | 14  |            | 0      |
| Pos | Piloto               | NOG | NOG | CRT | CRT | ALB | ALB | ARA | ARA | CAT | CAT | Retención  | Puntos |

| Color     | Resultado                                                               |
| --------- | ----------------------------------------------------------------------- |
| Oro       | Ganador                                                                 |
| Plata     | 2.ª plaza                                                               |
| Bronce    | 3.ª plaza                                                               |
| Verde     | Finalizó en los puntos                                                  |
| Azul      | Finalizó sin puntos                                                     |
| Azul      | NC - No clasificado                                                     |
| Violeta   | Ret - No terminó (Carrera)                                              |
| Rojo      | DNQ - No se clasificó                                                   |
| Negro     | DSQ - Descalificado                                                     |
| Blanco    | DNS - No empezó (carrera)                                               |
| Blanco    | WD - Retirado (fin de semana)                                           |
| Blanco    | C - Carrera cancelada                                                   |
| Sin color | DNP - Inscrito pero no participó                                        |
| Sin color | INJ - Lesionado                                                         |
| Sin color | EX - Excluido                                                           |
| Estado    | Resultado                                                               |
| Negrita   | Pole position                                                           |
| Cursiva   | Vuelta rápida                                                           |
| †         | Abandona, pero clasifica al completar el porcentaje requerido para ello |

- Según el reglamento los pilotos que sólo participasen en las dos últimas rondas no iban a puntuar para el campeonato, pero finalmente no lo aplicaron.

### Clasificación junior
Sistema de puntuación
| Posición | 1.º | 2.º | 3.º | 4.º | 5.º | 6.º |
| -------- | --- | --- | --- | --- | --- | --- |
| Puntos   | 10  | 6   | 4   | 3   | 2   | 1   |

| Pos | Piloto            | NOG | NOG | CRT | CRT | ALB | ALB | ARA | ARA | CAT | CAT | Retención | Puntos |
| --- | ----------------- | --- | --- | --- | --- | --- | --- | --- | --- | --- | --- | --------- | ------ |
| 1   | Isidro Callejas   | 1   | 1   | 1   | 1   | 1   | 1   | 1   | Ret | 1   | 1   |           | 90     |
| 2   | Nico Abella       | 2   | 2   |     |     |     |     | 3   | 1   | 2   | 2   |           | 38     |
| 3   | Iván Hernández    | 3   | 3   | 3   | 3   | 2   | Ret | 2   | 4   | 4   | Ret |           | 34     |
| 4   | Félix Aparicio    |     |     | 2   | 2   |     |     |     |     |     |     |           | 12     |
| 5   | Adrián Schimpf    |     |     |     |     |     |     |     | 3   | 3   |     |           | 8      |
| 6   | Iván Riera        |     |     |     |     |     |     |     |     | 5   | 3   |           | 6      |
| 7   | Alejandro Schimpf |     |     |     |     |     |     | 4   |     |     | 4   |           | 6      |
| 8   | Miquel Socias     |     |     | 4   | Ret |     |     |     |     |     |     |           | 3      |

### Clasificación gentleman
Sistema de puntuación
| Posición | 1.º | 2.º | 3.º | 4.º | 5.º | 6.º |
| -------- | --- | --- | --- | --- | --- | --- |
| Puntos   | 10  | 6   | 4   | 3   | 2   | 1   |

| Pos | Piloto              | NOG | NOG | CRT | CRT | ALB | ALB | ARA | ARA | CAT | CAT | Retención | Puntos |
| --- | ------------------- | --- | --- | --- | --- | --- | --- | --- | --- | --- | --- | --------- | ------ |
| 1   | Javier Cicuéndez    | 3   | Ret | 2   | 2   | 1   | 1   | 1   | 1   | 1   | 1   |           | 76     |
| 2   | Joaquín Rodrigo     | 2   | 2   | 3   | Ret | 2   | 2   | 2   | 2   | 2   | 2   |           | 52     |
| 3   | Jean Louis Carpocin | 1   | 1   | 4   | Ret |     |     |     |     |     |     |           | 23     |
| 4   | Vicente Vallés      |     |     | 1   | 1   |     |     |     |     |     |     |           | 20     |